# SN 2003fp
SN 2003fp – supernowa typu Ia odkryta 24 kwietnia 2003 roku w galaktyce A142053+5236. W momencie odkrycia miała maksymalną jasność 22,90m.